# Новый взгляд (сериал)
«Новый взгляд» (англ. The New Look) — биографический драматический телесериал, созданный Тоддом Кесслером. Главные роли исполнили Бен Мендельсон и Жюльетт Бинош.
Премьера состоялась 14 февраля 2024 года на сервисе Apple TV+.

## Сюжет
Сериал рассказывает о жизни Кристиана Диора в Париже после Второй мировой войны. Помимо Диора, чьи творения доминировали в мире моды в десятилетие после Второй мировой войны, и Шанель, в переплетенную сагу войдут истории других современников и соперников Диора, включая Бальмена, Баленсиагу, Живанши, Пьера Кардена, Ива Сен-Лорана и других.

## В ролях
- Бен Мендельсон — Кристиан Диор
- Жюльетт Бинош — Коко Шанель
- Мейси Уильямс — Катрин Диор
- Джон Малкович — Люсьен Лелонг
- Эмили Мортимер — Ева Колоцци
- Клас Банг — Ганс фон Динклаге
- Хьюго Беккер — Эрве
- Алексис Луазон — Жан Маре
- Томас Пуатевин — Пьер Бальмен
- Забу Брайтман — мадам Ценакер
- Гленн Клоуз — Кармел Сноу
- Нуно Лопеш — Кристобаль Баленсиага[2]
- Янис Нивёнер — Вальтер Шелленберг
- Матильда Олливье — Шанталь

## Эпизоды
| №  | Название                                                        | Режиссёр        | Автор телевизионного сценария            | Дата премьеры   |
| -- | --------------------------------------------------------------- | --------------- | ---------------------------------------- | --------------- |
| 1  | «Просто подожди и увидишь» «Just You Wait and See»              | Тодд Кесслер    | Тодд Кесслер                             | 14 февраля 2024 |
| 2  | «The Hour»                                                      | Тодд Кесслер    | Тодд Кесслер                             | 14 февраля 2024 |
| 3  | «Nothing but Blue Skies»                                        | Хелен Шейвер    | Дэни Ветере, Тодд Кесслер и Джейсон Рэйб | 14 февраля 2024 |
| 4  | «Какая разница» «What a Difference»                             | Хелен Шейвер    | Неизвестно                               | 21 февраля 2024 |
| 5  | «Отдай свое сердце и душу мне» «Give Your Heart and Soul to Me» | Жюлия Дюкурно   | Неизвестно                               | 28 февраля 2024 |
| 6  | «If You Believed in Me»                                         | Жюлия Дюкурно   | Неизвестно                               | 6 марта 2024    |
| 7  | «It All Came True»                                              | Хелен Шейвер    | Неизвестно                               | 13 марта 2024   |
| 8  | «I Love You Most of All»                                        | Хелен Шейвер    | Неизвестно                               | 20 марта 2024   |
| 9  | «Will You Return»                                               | Джереми Подесва | Неизвестно                               | 27 марта 2024   |
| 10 | «What a Day This Has Been»                                      | Джереми Подесва | Неизвестно                               | 3 апреля 2024   |

## Производство
В феврале 2022 года стало известно, что компания Apple TV+ одобрил проект, который может стать сериалом-анталогией. Тодд А. Кесслер выступит сценаристом, режиссёром и исполнительным продюсером, а Бен Мендельсон и Жюльетт Бинош — исполнят главные роли. В мае к актёрскому составу присоединилась Мэйзи Уильямс, а в июне — Джон Малкович, Эмили Мортимер и Клас Банг.
Съёмки начались в мае 2022 года в Париже.
Выход первых трёх эпизодов намечен на 14 февраля 2024 года, затем по одной серии каждую среду до 3 апреля.

## Отзывы и оценки
На сайте Rotten Tomatoes фильм имеет рейтинг 57 % основанный на 47 отзывах.